# Iridopsis pallescens
Iridopsis pallescens är en fjärilsart som beskrevs av W. Warren 1907. Iridopsis pallescens ingår i släktet Iridopsis och familjen mätare. Inga underarter finns listade i Catalogue of Life.